# 39 Рака
39 Рака (лат. 39 Cancri, NSV 4179) — предположительно переменная звезда, которая находится в созвездии Рака. Это жёлтый гигант спектрального класса G, удалённый от Земли на расстояние 577 световых лет и имеющий видимую звёздную величину +6.38, то есть невидимый невооружённым глазом, но легко различимый в бинокль. Звезда входит в состав рассеянного скопления Ясли.

## Характеристики
Масса 39 Рака в 3.5 раза превышает массу Солнца, радиус в 11 раз превышает солнечный. Светимость звезды мощнее солнечной в 75 раз, температура поверхности нагрета до 5125±75 Кельвинов. 39 Рака удаляется от Земли со скоростью 35 км/с.